# Samuel Vincent
Samuel Vincent Khouth este un actor canadian de voce care lucrează pentru Ocean Productions. Vincent este cunoscut pentru faptul că a dat voce personajelor Krypto în Krypto the Superdog, Edd „Double D” în Ed, Edd n Eddy, Lloyd Garmadon în Ninjago, Jerry Mouse în Tom and Jerry Tales, Bugs Bunny, Daffy Duck și Tweety în Baby Looney Tunes, Hare în anime-ul Monster Rancher, Jordan C. Wilde în Ōban Star-Racers și Eli Shane în Slugterra. În producții live-action, l-a interpretat pe Dr. Maurice în sitcomul Hot Properties din 2005.

## Carieră
Rolurile lui Vincent în dublajele în limba engleză ale unor anime-uri includ Athrun Zala în Mobile Suit Gundam SEED și în continuarea sa Mobile Suit Gundam SEED Destiny, Hikaru Shindo în Hikaru no Go, Julian Star în Cardcaptors și Tieria Erde în Mobile Suit Gundam 00.
Alte roluri includ Edd „Double D” în Ed, Edd n Eddy, Martin și Billy în Martin Mystery, Forge în X-Men: Evolution, Baby Bugs, Baby Tweety și Baby Daffy în Baby Looney Tunes, Sideswipe în Transformers: Armada, personajul principal din Krypto the Superdog, Smiling Finn în The Deep, Eli Shane în Slugterra, Russell Ferguson în Littlest Pet Shop, și Aerrow și Dark Ace în Storm Hawks. Din 2018, Vincent este vocea lui Lloyd Garmadon în Ninjago și a lui Chris Quantum în Superbook. De asemenea, l-a interpretat pe Dr. Maurice în sitcomul Hot Properties din 2005.
În 2020, Vincent a jucat în filmul Torn: Dark Bullets în rolul Căpitanului Jason Pearce și în seria web Life of Gabe, interpretându-l pe fratele său, Gabe Khouth, care a murit într-un accident de motocicletă în 2019.
Vincent are o fiică pe nume Carly, care locuiește în Victoria, Columbia Britanică și lucrează ca designer de locuințe.

## Filmografie

### Televiziune
| An                      | Titlu                                                  | Rol                                          | Notă                 | Ref.  |
| ----------------------- | ------------------------------------------------------ | -------------------------------------------- | -------------------- | ----- |
| 1991                    | Bucky O'Hare and the Toad Wars                         | AFC Blinky                                   |                      | Press |
| 1996                    | Pocket Dragon Adventures                               | Specs                                        |                      |       |
| 1997                    | Extreme Dinosaurs                                      | Stegz                                        |                      | Press |
| ianuarie 04, 1999–2009  | Ed, Edd n Eddy                                         | Edd                                          | "Doublu D"           |       |
| 1999                    | Sonic Underground                                      | Sonic the Hedgehog (singing voice)           |                      |       |
| 2000–03                 | X-Men: Evolution                                       | Forge                                        |                      |       |
| 2001–02                 | Mary-Kate and Ashley in Action!                        | Capital D                                    |                      | [ 2 ] |
| 2001-06                 | Baby Looney Tunes                                      | Bugs Bunny, Daffy Duck, Tweety               |                      |       |
| 2003–06                 | Martin Mystery                                         | Martin Mystery, Billy                        |                      | [ 3 ] |
| 2004                    | Dragon Booster                                         | Stewardd, Vociferous                         |                      |       |
| 2005-06                 | Being Ian                                              | Andy, Scooter Rider 3                        |                      |       |
| 2005–06                 | Krypto the Superdog                                    | Krypto                                       |                      |       |
| 2005–06                 | Trollz                                                 | Alabaster                                    |                      |       |
| 2005–08                 | Class of the Titans                                    | Archie, others                               |                      |       |
| 2006–07                 | Fantastic Four: World's Greatest Heroes                | H.E.R.B.I.E., Trapster, Peter Parker, others |                      |       |
| 2006–08                 | Tom and Jerry Tales                                    | Jerry Mouse                                  |                      |       |
| 2007–09                 | Storm Hawks                                            | Aerrow, Dark Ace                             |                      |       |
| 2007–09                 | Sushi Pack                                             | Ben, Uni                                     |                      |       |
| 2008                    | Holly and Hal Moose: Our Uplifting Christmas Adventure | Hal Moose, Lil' Hal                          |                      |       |
| 2009                    | RollBots                                               | Spin                                         |                      | [ 4 ] |
| 2010                    | Zeke's Pad                                             | Dr. Bill, Joey, Contest Judge                |                      |       |
| 2010                    | Dreamkix                                               | Garcia, Rover                                |                      |       |
| octombrie 10, 2010-2019 | My Little Pony: Friendship Is Magic                    | Party Favor, Flim Skim, Shopkeeper           |                      |       |
| iulie 16, 2011-12       | Voltron Force                                          | Pidge, others                                |                      |       |
| septembrie 01, 2011-21  | Superbook                                              | Chris Quantum, others                        |                      |       |
| octombrie 15, 2012-2016 | Slugterra                                              | Eli Shane, others                            |                      |       |
| 2011-2012               | Rated A for Awesome                                    | Lester "Les" Awesome                         |                      |       |
| octombrie 12, 2012–16   | Littlest Pet Shop                                      | Russell Ferguson, others                     |                      | [ 5 ] |
| 2012-2017               | Maya the Bee                                           | Zap, Shelby, Paul, Stinger and Doz           |                      |       |
| martie 25, 2013         | Max Steel                                              | Steel, Berto                                 |                      |       |
| iunie 15, 2013–15       | Pac-Man and the Ghostly Adventures                     | Spiral, Betrayus, President Stratos Spheros  |                      |       |
| iulie 09, 2014          | Wolverine: Origin                                      | Dog, Cookie Malone, others                   |                      |       |
| septembrie 16, 2014     | Eternals                                               | Sprite, Morjak, others                       |                      |       |
| noiembrie 26, 2014–15   | Dr. Dimensionpants                                     | Kyle Lipton / Dr. Dimensionpants             |                      |       |
| martie 03, 2015         | Endangered Species                                     | Merl                                         |                      |       |
| iulie 06, 2015          | Lego Star Wars: Droid Tales                            | Obi-Wan Kenobi, others                       |                      |       |
| august 14, 2015         | Dinotrux                                               | Various characters                           |                      |       |
| septembrie 26, 2015     | Exchange Student Zero                                  | Denmead, Hank, others                        |                      |       |
| decembrie 01, 2015-22   | The Deep                                               | Simling Finn, Raraku Elder                   |                      |       |
| mai 01, 2016–17         | LoliRock                                               | Lev                                          |                      | [ 6 ] |
| 2018–2022               | Ninjago                                                | Lloyd Garmadon / Additional Voices           |                      | [ 7 ] |
| 2018–2019; 2024         | The Dragon Prince                                      | Mercenary / Lt. Fen / Allen                  | 5 episodes           |       |
| octombrie 27, 2018      | My Little Pony: Best Gift Ever                         | Flim, Pony Vendor 1                          |                      |       |
| mai 26, 2019            | 44 Cats                                                | Meatball (Singing Voice)                     |                      |       |
| 2020                    | Kingdom Force                                          |                                              |                      |       |
| 2021                    | My Little Pony: Pony Life                              | Flim                                         | Episode: "Lolly-Pop" |       |
| 2023–present            | Ninjago: Dragons Rising                                | Lloyd Garmadon                               |                      |       |

#### În anime-uri
| An                | Titlu                                   | Rol                                     | Notă                  | Ref.  |
| ----------------- | --------------------------------------- | --------------------------------------- | --------------------- | ----- |
| 1990              | Dragon Warrior                          | Moco                                    |                       | Press |
| 1998–2002         | Ranma ½                                 | Ghost Cat, Pork Bun, Muyakoji Matriarch |                       | CA    |
| 1998              | Monkey Magic                            | Kongo, Sarge                            |                       | CA    |
| 1999              | Video Girl Ai                           | Takashi Niimain                         |                       | CA    |
| 1999              | Monster Rancher                         | Hare                                    |                       | CA    |
| 2000              | Cardcaptors                             | Julian Star / Yue                       | Nelvana dub           |       |
| 2000              | Daa! Daa! Daa!                          | Kanata Saionji                          |                       |       |
| 2001              | Saber Marionette J                      | Mitsurugi Hanagata                      |                       | CA    |
| 2001              | Zoids: New Century 0                    | Brad Hunter, Sebastian, Dark Judge      |                       | CA    |
| 2002              | Hamtaro                                 | Dexter, Mr. Haruna                      |                       | CA    |
| 2002              | Transformers: Armada                    | Sideswipe                               |                       | CA    |
| 2002              | Inuyasha                                | Gon, Tōkajin                            |                       | CA    |
| 2002              | Project ARMS: The 2nd Chapter           | Keith Black                             |                       | CA    |
| 2003–04           | MegaMan NT Warrior                      | IceMan, NumberMan, Rush                 | Also Axess            |       |
| 2003              | Zoids Fuzors                            | Malloy                                  |                       |       |
| 2003              | Infinite Ryvius                         | Lucson Hojo, Son Doppo                  |                       | CA    |
| 2004              | Mobile Suit Gundam SEED                 | Athrun Zala                             |                       | CA    |
| 2004              | Dragon Drive                            | Daisuke Sagiwara                        |                       | CA    |
| 2005              | Human Crossing                          | Yohei Nozaki                            |                       | CA    |
| 2005              | Tokyo Underground                       | Teil Ashford                            |                       | CA    |
| 2005              | Transformers Cybertron                  | Coby, Menasor                           |                       |       |
| 2005              | Hikaru no Go                            | Hikaru Shindou                          |                       | CA    |
| 2005              | Starship Operators                      | Shimei Yuki, Lee Young Sook             |                       | CA    |
| 2005              | Mix Master King of Cards                | Chino, Grocer, others                   |                       |       |
| 2006              | Mobile Suit Gundam SEED Destiny         | Athrun Zala                             |                       | CA    |
| 2006              | Ōban Star-Racers                        | Jordan Wilde                            |                       | CA    |
| 2006              | Powerpuff Girls Z                       | Jason, Old Squidy                       |                       |       |
| 2007              | Ayakashi: Samurai Horror Tales          | Kikimaru, Gonbei Naosuke                |                       | CA    |
| 2007              | Black Lagoon: The Second Barrage        | Various characters                      |                       |       |
| 2007              | Death Note                              | Stephen Gevanni, Sidoh                  |                       | CA    |
| 2007              | Ghost in the Shell: Stand Alone Complex | Various characters                      | Individual Eleven OVA | CA    |
| 2008–09           | Mobile Suit Gundam 00 series            | Tieria Erde, Hong Long                  |                       | CA    |
| 2009              | Nana                                    | Ren Honjo                               |                       |       |
| 2009              | Death Note Re-Light 2: L's Successors   | Stephen Gevanni                         |                       |       |
| ianuarie 09, 2012 | Kurozuka                                | Kuon                                    |                       |       |
| 2017              | Gintama°                                | Ayame Sarutobi (Genderbend)             |                       |       |
| 2020              | Zoids Wild                              | Analog, Tremor                          |                       |       |

#### Film
| An   | Titlu                                             | Rol                                                                | Notă        | Ref. |
| ---- | ------------------------------------------------- | ------------------------------------------------------------------ | ----------- | ---- |
| 2000 | Casper's Haunted Christmas                        | Spooky                                                             |             |      |
| 2002 | Cardcaptor Sakura: The Movie                      | Julian Star                                                        | Nelvana dub |      |
| 2002 | Sabrina: Friends Forever                          | Craven                                                             |             |      |
| 2003 | Baby Looney Tunes: Eggs-traordinary Adventure     | Bugs, Daffy, Tweety                                                |             |      |
| 2005 | My Scene Goes Hollywood: The Movie                | Ryan                                                               |             |      |
| 2005 | Inspector Gadget's Biggest Caper Ever             | Looney Purkle                                                      |             |      |
| 2005 | Action Man: X Missions – The Movie                | No-Face, Security Guard, 2nd Commando                              |             |      |
| 2007 | The Condor                                        | Rueben                                                             |             |      |
| 2007 | Care Bears: Oopsy Does It!                        | Amigo Bear/Good Luck Bear                                          |             |      |
| 2007 | Bratz: Super Babiez                               | Tater Tot, Expando Kid                                             |             |      |
| 2009 | Ed, Edd n Eddy's Big Picture Show                 | Edd                                                                |             |      |
| 2010 | Planet Hulk                                       | Miek                                                               |             |      |
| 2010 | Bratz: Pampered Petz                              | Officer Sterns, Jinxy, Spa Attendant Dan                           |             |      |
| 2013 | Barbie: Mariposa & the Fairy Princess             | Boris                                                              |             |      |
| 2014 | Slugterra: Ghoul from Beyond                      | Eli Shane                                                          |             |      |
| 2014 | Slugterra: Return of the Elementals               | Eli Shane, Will Shane                                              |             |      |
| 2015 | Slugterra: Slug Fu Showdown                       | Eli Shane, Sedo                                                    |             |      |
| 2015 | Mune: Guardian of the Moon                        | Mox                                                                |             |      |
| 2015 | Barbie & Her Sisters in The Great Puppy Adventure | Marty, Willowfest Client                                           |             |      |
| 2016 | Sausage Party                                     | Old Pork Sausage, Refried Beans, Sandwich, Pop Tart, Licorice Rope |             |      |
| 2017 | Barbie: Video Game Hero                           | Virus, Squirrels                                                   |             |      |
| 2017 | My Little Pony: The Movie                         | Party Favor                                                        |             |      |

#### Jocuri Video
| An   | Titlu                                   | Rol                      | Notă            | Ref. |
| ---- | --------------------------------------- | ------------------------ | --------------- | ---- |
| 2003 | Mobile Suit Gundam: Encounters in Space | Peter Scott              | English version |      |
| 2003 | Impossible Creatures                    | Villagers                |                 |      |
| 2005 | Ed, Edd n Eddy: The Mis-Edventures      | Edd                      |                 |      |
| 2005 | Devil Kings                             | Kahz                     | English version |      |
| 2010 | Dynasty Warriors: Gundam 2              | Athrun Zala              | English version |      |
| 2010 | Dead Rising 2                           | Carl Schliff             |                 |      |
| 2011 | Dynasty Warriors: Gundam 3              | Athrun Zala, Tieria Erde | English version |      |
| 2011 | Dead Rising 2: Off the Record           | Carl Schliff             |                 |      |
| 2018 | Dragalia Lost                           | Raemond, Zardin          | English version |      |

#### Live-action
| An   | Titlu          | Rol         | Notă | Ref. |
| ---- | -------------- | ----------- | ---- | ---- |
| 2005 | Hot Properties | Dr. Maurice |      |      |